# Bernard Planque
Bernard André Louis Planque (Villeneuve-le-Roi, 13 gennaio 1932 – Tolone, 6 settembre 2016) è stato un cestista francese.

## Carriera
Con la Francia ha disputato i Giochi olimpici di Helsinki 1952 e due edizioni dei Campionati europei (1953, 1955).